# نیل اسملسر
نیل ژوزف اسملسر (۲۰۱۷–۱۹۳۰) محقق فعال جامعه‌شناسی در دانشگاه کالیفرنیا، برکلی بود. تحقیق‌های وی در زمینهٔ رفتار جمعی، نظریه‌های جامعه‌شناسی، جامعه‌شناسی اقتصادی و دگرگونی اجتماعی بوده‌است. او در سن ۲۴ سالگی در کنار تالکوت پارسونز کتابی را با عنوان اقتصاد و جامعه تألیف کرد.

## نظریه نیل اسملسر دربارهٔ جنبش‌های اجتماعی
در میان دیدگاه‌های متفاوتی که در زمینه جنبش‌های اجتماعی وجود دارد دیدگاه «نیل اسملسر» دارای اهمیت بیشتری است. نظریه اسملسر در باب انقلاب، در قالب مکتب اصالت کارکرد و سنت امیل دورکیم قابل بررسی است. عصاره دیدگاه او در باب انقلاب در کتاب «نظریه رفتار جمعی» او انعکاس یافته‌است. اسملسر ابتدا بحث خود را دربارهٔ تعریف انقلاب شروع می‌کند و سپس بحث را دربارهٔ پیدایش شرایط انقلابی از سر می‌گیرد. در تعریف انقلاب، اسملسر معتقد است که انقلاب شدیدترین شکل دگرگونی اجتماعی است و تنها تفاوتش با انواع دیگر در سرعت و میزان خشونت آن است.

## شرایط پیدایش جنبش‌های اجتماعی
اسملسر نظریه ای تحت عنوان «شرایط پیدایش جنبش‌های اجتماعی» پیش می‌نهد و برای آن شش مرحله تعیین می‌کند. مدل اسملسر، برای تحلیل مراحل متوالی پیدایش و توسعه جنبش‌های اجتماعی سودمند است. به نظر اسملسر، می‌توان هر یک از مراحل متوالی را به عنوان ارزش افزون شونده برای نتیجه کلی در نظر گرفت و در واقع هر مرحله شرط وقوع مراحل بعدی است.
- زمینه ساختاری

شرایط کلی که مشوق یا مانع تشکیل انواع مختلف جنبش‌های اجتماعی است. به این معنا که ساختار جامعه باید به صورتی باشد که یک نوع رفتار جمعی و در نهایت جنبش اجتماعی را ایجاد کند. چنین شرطی زمینه مساعدی را برای توسعه برخی از انواع جنبش‌های اجتماعی فراهم می‌کند اما به تنهایی جنبش را به وجود نمی‌آورد.
- فشار ساختاری

تنش‌هایی از نوع نگرانی دربارهٔ آینده، اضطراب، ابهام یا برخورد مستقیم هدف‌ها که باعث ایجاد منافع متعارض در درون جامعه می‌گردد. وقتی جامعه ای تحت فشار قرار می‌گیرد، مردم غالباً ترغیب می‌شوند که دورهم جمع شوند تا راه حل قابل قبولی برای دفع این فشار پیدا کنند. فشار ساختاری به تنش‌هایی گفته می‌شود که باعث ایجاد منافع متعارض در درون جامعه می‌گردد، نوسانات بازار، جنگ و منازعات گروه‌های اجتماعی از این قبیل هستند.
- گسترش باورهای تعمیم یافته

جنبش‌ها تحت تأثیر ایدئولوژیهای معینی که نارضایتیها را متبلور ساخته و راه‌های عملی رفع آن‌ها را نشان می‌دهند شکل می‌گیرند. قبل از اینکه راه حلی دسته جمعی برای یک مسئله پیدا شود، نخست باید همگان باور پیدا کنند که مسئله ای وجود دارد؛ بدین سان که مسئله باید تشخیص داده شود. عقایدی راجع به آن شکل گیرد و سرانجام، راه حل‌هایی برای آن مطرح گردد. مردم باید در سطح وسیعی دربارهٔ شرایط اجتماعی، شناخت مسائل، موضع‌گیری در برابر آن‌ها و راه حل آنها عقاید مشترکی داشته باشند.
- عوامل شتاب‌دهنده

حوادث یا رویدادهایی که موجب می‌شود کسانی که در جنبش شرکت می‌کنند مستقیماً وارد عمل شوند. برای اینکه رفتاری جمعی پدیدار شود، نخست باید رویداد مهمی، افراد را به واکنش جمعی برانگیزاند و لذا برای ایجاد جنبش باید حادثهای رخ دهد. عوامل برانگیزنده، نظریات مردم را که همیشه دربارهٔ شرایط ناگوار زندگی داشته‌اند، تأیید می‌کند. حوادث درواقع موجب می‌شود کسانی که در جنبش شرکت می‌کنند مستقیم وارد عمل شوند.
- حضور رهبران کاریزماتیک

در این مرحله رهبران کاریزماتیک برای بسیج جنبش اجتماعی اقدام می‌کنند. برای اینکه جنبش ایجاد شود فقط عوامل چهارگانه قبل کافی نیست. بلکه باید مردم تشکل یابند. در چنین شرایطی اگر فرد (افرادی) رهبری جنبش را به عهده گیرد و مردم را به تشکل و فعالیت تشویق کند، جنبش جان می‌گیرد.
- عملکرد کنترل اجتماعی و سرکوب سیاسی

مقامات حاکم ممکن است با مداخله و تعدیل زمینه و فشار ساختاری به جنبش پاسخ دهند و بر پیدایش و توسعه آن تأثیرگذارند.

## نظریه توسعه نیل اسملسر
وی ۵ مرحله روند نوسازی که منجر به تمایزیابی می‌شود، تعریف کرده‌است:
- نارضایتی ناشی از عدم کامیابی
- فعال شدن مکانیسم کنترل
- ظهور ایده‌های جدید کنش
- عملی شدن ایده‌ها
- ایجاد نهادهای جدید

## شکل‌گیری رفتار جمعی
وی معتقد است رفتار جمعی زمانی شکل می‌گیرد که عده قابل توجهی از افراد اعتقاد داشته باشند که باید رفتارهای اجتماعی شان را تغییر دهند. وی رفتارهایی که طیف وسیعی از کنش‌ها را شامل می‌شود را در پنج دسته قرار می‌دهد.
- پاسخ‌های هراس ناک و هراس‌برانگیز به تحولات اجتماعی
- رفتارهای جنون آمیز، شکل‌گیری چرخه‌های مد و فشن، رونق اقتصادی و احیای مذهبی
- رفتارهای جمعی ناشی از دشمنی اجتماعی
- جنبش‌های هنجار محور مانند جنبش‌های اصلاح اجتماعی
- جنبش‌های ارزش محور مانند شکل گیری فرقه‌های مذهبی جدید، جنبش‌های ملی گرایانه، انقلاب‌های سیاسی و مذهبی [۲]